# TT&C

TT&C (oben) und TT&R (unten) an der Erdfunkstelle Usingen für die MSG-Satelliten

TT&C ist die englische Abkürzung für Telemetry, Tracking, and Command, manchmal auch Telemetry, Tracking, and Control oder Telemetry, Telecontrol, and Ranging (TT&R), zu Deutsch etwa Satellitensteuerung und Bahnverfolgung.
Der Begriff fasst die Operationen zusammen, die eine Bodenstation für die Kontrolle und den Betrieb eines Satelliten oder einer Rakete in der Startphase durchführen muss:
- die Telemetrie übermittelt Prozessmessdaten des Satelliten, beispielsweise Höhe, elektrische Spannungen der Batterien und der Solarzellen, Zustand der Computersysteme, Temperaturen oder Lage im Raum. Daraus gewinnt die Bodenstation ein Bild über die Einsatzbereitschaft des Satelliten und seiner Nutzlast.
- Tracking umfasst die Flugbahnverfolgung und -vorhersage. Diese kann mit Radargeräten, Funkpeilung, Laser oder Teleskopen erfolgen.
- Unter Command versteht man alle Steuerbefehle, die von der Bodenstation aus an den Satelliten geschickt werden. Dazu gehören die Befehle zum Einsatz der Triebwerke, Befehle zur Ausrichtung des Satelliten, der Sonnenpaneele oder der Antennen, außerdem die Befehle zur Steuerung der Nutzlast. Während in früheren Zeiten viele dieser Funktionen zur Steuerung von der Bodenstation wahrgenommen wurden, verfügen Satelliten zunehmend über eigene autonome intelligente Systeme, die die meisten dieser Funktionen automatisch ausführen. Dabei haben sie eigene Schwellenwerte und Fehlerüberwachungsprozeduren, so dass immer weniger dieser Aufgaben vom Boden aus beeinflusst werden müssen. Eingriff von der Bodenstation ist dann nur noch nötig, wenn die bordeigenen Regelsysteme nicht mehr ausreichen.
- Ranging ist die Messung der Entfernung mittels Signallaufzeiten oder Triangulation zur Orts- und Bahnbestimmung.